# Dicranomyia (Euglochina) novaeguineae yorkensis
Dicranomyia (Euglochina) novaeguineae yorkensis is een ondersoort van de tweevleugelige Dicranomyia (Euglochina) novaeguineae uit de familie steltmuggen (Limoniidae). De ondersoort komt voor in het Australaziatisch gebied.